# Kotschya
Kotschya là một chi chứa khoảng 30 loài thuộc họ Fabaceae. 
Nó gồm các loài:
- Kotschya platyphylla